# Mylabris elegantissima
Mylabris elegantissima is een keversoort uit de familie van oliekevers (Meloidae). De wetenschappelijke naam van de soort is voor het eerst geldig gepubliceerd in 1837 door Zoubkoff.